# 2 юли
2 юли е 183-тият ден в годината според григорианския календар (184-ти през високосна). Остават 182 дни до края на годината.

## Събития
- 1556 г. – Русия завладява и присъединява Астраханското ханство.
- 1644 г. – Английска гражданска война: Състои се Битката при Марстън Мур.
- 1776 г. – Континенталният конгрес гласува за обявяване на независимост на Тринадесетте колонии (САЩ) от Великобритания.
- 1819 г. – Със закон в Англия се забранява наемането на деца под 9 години във фабриките и се ограничава работния ден до 12 часа за децата до 16-годишна възраст.
- 1853 г. – С преминаването на река Прут от руската армия започва Кримската война.
- 1900 г. – Граф Фердинанд фон Цепелин извършва първия полет с дирижабъл край Боденското езеро, Германия, продължил 18 мин.
- 1934 г. – Със смъртта на Ернст Рьом приключва Нощта на дългите ножове.
- 1937 г. – Амелия Ерхарт и нейният навигатор за последен път са чути над Атлантическия океан, докато се опитват да осъществят първия околосветски полет със самолет над екватора.
- 1947 г. – СССР отказва да се включи в Плана Маршал за възстановяване на съюзническите страни в Европа след Втората световна война.
- 1949 г. – Георги Димитров умира. Министър-председател на България става Васил Коларов.
- 1954 г. – Започва да функционира телевизионна мрежа Евровизия.
- 1962 г. – В Арканзас е открит първият магазин от най-голямата в света верига от хипермаркети Уолмарт.
- 1964 г. – Президентът на САЩ Линдън Джонсън подписва Акта за гражданските права, който забранява расовата дискриминация.
- 1976 г. – Северен и Южен Виетнам, разделени след 1954 г., се обединяват отново в Социалистическа република Виетнам със столица Ханой.
- 1986 г. – Полет 2306 на „Аерофлот“ се разбива при опит за аварийно кацане на летище „Сиктивкар“ в Сиктивкар, в днешна република Коми, Русия и убива 54 души на борда.
- 1990 г. – По време на ислямското богомолство Хадж, по време на похода между Мека и Медина, при преминаване на многохилядна тълпа през пешеходен тунел настъпва паника, при която загиват 1426 пилигрими.
- 1994 г. – Полет 1016 на „Ю Ес Еър“ катастрофира близо до летище „Шарлот/Дъглас“, Шарлот, Северна Каролина и убива 37 от 57-те души на борда.
- 2000 г. – В експлоатация е пуснат мостът Йоресунд между Швеция и Дания, който е най-дългият комбиниран железопътен и автомобилен мост в Европа.
- 2003 г. – МОК избира Ванкувър, Канада, за домакин на Зимни олимпийски игри 2010.

- 2004 г. – Асоциацията на страните от Югоизточна Азия (АСЕАН) приема Пакистан, като 24-ти член.
- 2008 г. – В Колумбия е освободена Ингрид Бетанкур – бивша кандидатка за президент на страната, държана в плен от екстремиската групировка ФАРК в продължение на 6 години.

## Родени
- 419 г. – Валентиниан III, римски император († 455 г.)
- 1486 г. – Якопо Сансовино, италиански архитект и скулптор († 1570 г.)
- 1714 г. – Кристоф Глук, немски композитор († 1787 г.)
- 1724 г. – Фридрих Готлиб Клопщок, немски поет и драматург († 1803 г.)
- 1841 г. – Александър Зайцев, руски химик († 1910 г.)
- 1843 г. – Антонио Лабриола, италиански философ († 1904 г.)
- 1858 г. – Илия Куртев, български политик и общественик († 1923 г.)
- 1860 г. – Иван Бобев, български военен деец († 1885 г.)
- 1862 г. – Уилям Хенри Браг, английски физик, Нобелов лауреат († 1942 г.)
- 1865 г. – Лили Браун, германска феминистка и писателка († 1916 г.)
- 1877 г. – Херман Хесе, германски писател, Нобелов лауреат през 1946 г. († 1962 г.)
- 1879 г. – Тодор Паница, български революционер († 1925 г.)
- 1886 г. – Михаил Йовов, български военен и държавен деец, дипломат († 1951 г.)
- 1903 г. – Олаф V, крал на Норвегия († 1991 г.)
- 1904 г. – Жан Рене Лакост, френски тенисист († 1996 г.)
- 1906 г. – Ханс Бете, американски физик от германски произход, Нобелов лауреат през 1967 г. († 2005 г.)
- 1906 г. – Петър Димитров-Рудар, български писател († 1994 г.)
- 1906 г. – Ханс Улрих Рудел, германски пилот от Втората световна война († 1982 г.)
- 1908 г. – Христо М. Данов, български историк († 1997 г.)
- 1911 г. – Михаил Петрушевски, филолог от СР Македония († 1990 г.)
- 1922 г. – Пиер Карден, френски моделиер († 2020 г.)
- 1923 г. – Вислава Шимборска, полска поетеса, Нобелова лауреатка през 1996 г. († 2012 г.)
- 1923 г. – Любен Хранов, български футболист († 2011 г.)
- 1925 г. – Патрис Лумумба, първи министър-председател на Демократична република Конго († 1961 г.)
- 1930 г. – Ахмад Джамал, американски джаз пианист и композитор († 2023 г.)
- 1930 г. – Карлос Менем, президент на Аржентина († 2021 г.)
- 1936 г. – Детко Петров, български писател от бивша Югославия († 1990 г.)
- 1937 г.
  - Иля Талев, български писател и езиковед († 2008 г.)
  - Майда Сепе, словенска певица и бивша манекенка († 2006 г.)
- 1940 г. – Георги Иванов, български космонавт
- 1946 г. – Дейвид Сушей, английски актьор
- 1946 г. – Ричард Аксел, американски генетик и физиолог, Нобелов лауреат през 2004 г.
- 1956 г. – Джери Хол, американски модел и актриса
- 1958 г. – Красимир Кънев, председател на Български хелзинкски комитет
- 1961 г. – Сами Насери, френски актьор
- 1963 г. – Росица Кирилова, българска певица
- 1963 г. – Ернестина Шинова, българска актриса
- 1968 г. – Илиан Илиев, български футболист и тренъор
- 1974 г. – Матю Райли, австралийски писател
- 1976 г. – Георги Иванов – Гонзо, български футболист
- 1985 г. – Ашли Тисдейл, американска певица и актриса
- 1986 г. – Линдзи Лоън, американска актриса
- 1986 г. – Аатиф Шаешу, марокански футболист
- 1990 г. – Марго Роби, австралийска актриса и продуцент

## Починали
- 936 г. – Хайнрих I Птицелов, германски владетел (* 876 г.)
- 1298 г. – Адолф от Насау, крал на Германия (* ок. 1255 г.)
- 1504 г. – Щефан чел Маре, молдовски владетел (* 1434 г.)
- 1566 г. – Нострадамус, френски лекар и предсказател (* 1503 г.)
- 1591 г. – Винченцо Галилей, италиански композитор (* 1520 г.)
- 1778 г. – Жан-Жак Русо, френски философ (* 1712 г.)
- 1843 г. – Самуел Ханеман, немски лекар, основател на хомеопатията (* 1755 г.)
- 1850 г. – Робърт Пийл, министър-председател на Обединеното кралство (* 1788 г.)
- 1876 г. – Велчо войвода, български национал-революционер (* 1840 г.)
- 1886 г. – Херман Абих, немски геолог (* 1806 г.)
- 1893 г. – Джорджиана Баримор, американска актриса (* 1854 г.)
- 1897 г. – Адам Асник, полски поет (* 1838 г.)
- 1914 г. – Джоузеф Чембърлейн, английски индустриалец и държавник (* 1836 г.)
- 1915 г. – Порфирио Диас, президент на Мексико (* 1830 г.)
- 1924 г. – Масайоши Мацуката, министър-председател на Япония (* 1835 г.)
- 1932 г. – Мануел II, крал на Португалия (* 1889 г.)
- 1934 г. – Ернст Рьом, нацистки лидер (* 1887 г.)
- 1937 г. – Амелия Еърхарт, американски авиатор (* 1897 г.)
- 1949 г. – Георги Димитров, министър-председател на България (* 1882 г.)
- 1951 г. – Фердинанд Зауербрух, германски хирург (* 1875 г.)
- 1958 г. – Божан Ангелов, български литературен критик (* 1873 г.)
- 1961 г. – Ърнест Хемингуей, американски писател, Нобелов лауреат през 1954 г. (самоубийство) (* 1899 г.)
- 1963 г. – Бодо Узе, немски писател (* 1904 г.)
- 1966 г. – Ян Бжехва, полски поет (* 1900 г.)
- 1977 г. – Владимир Набоков, американски писател (* 1899 г.)
- 1992 г. – Борислав Пекич, сръбски писател (* 1930 г.)
- 1997 г. – Джеймс Стюърт, американски актьор (р. 1908 г.)
- 1999 г. – Кръстю Димитров, български шахматист (* 1916 г.)
- 1999 г. – Марио Пузо, американски писател (* 1920 г.)
- 2000 г. – Чавдар Драгойчев, български лекар, кардиохирург, професор (* 1925 г.)
- 2003 г. – Райнхард Баумгарт, немски писател (* 1929 г.)
- 2010 г. – Лоран Терзиеф, френски актьор (* 1935 г.)
- 2011 г. – Итамар Франку, бразилски политик, 33-ти президент на Бразилия (* 1930 г.)
- 2013 г. – Дъглас Енгълбърт, американски изобретател (* 1925 г.)
- 2025 г. – Верка Сидерова, българска народна певица (* 1926 г.)

## Празници
- Световен ден на неидентифицираните летящи обекти (НЛО) – През 2001 г. Хактан Акдоган, създател на Международния музей на НЛО в Истанбул, Турция, публикува предложение за честването му. Годишнина от инцидента в Розуел, САЩ (юни – юли 1947), където е намерено катастрофирало НЛО
- Международен ден на спортния журналист – Отбелязва се от 1995 г. по инициатива на Международната асоциация на спортната преса
- Азербайджан – Ден на полицията
- Бразилия – Ден на държавата
- България – Боен празник на 32-ри Загорски пехотен полк
- Кюрасао – Ден на знамето
- Норвегия – Ден на краля